# Privacy Badger
Privacy Badger est un module d'extension libre pour les navigateurs web Mozilla Firefox et Google Chrome créé par l'Electronic Frontier Foundation (EFF). Son objectif est de bloquer les régies publicitaires et les autres sites tiers qui cherchent à connaître les pages visités par l’internaute. Il bloque également les cookies traqueurs qui ne respectent pas le réglage du navigateur web ne pas me pister. La version alpha est parue le 1er mai 2014, suivie de la version bêta parue le 21 juillet 2014.

## Description
Si un annonceur semble suivre un internaute sur plusieurs sites web sans son autorisation, Privacy Badger bloque toutes les communications entre cet annonceur  et le navigateur de l'internaute. Pour l'annonceur, c'est comme si l'internaute avait disparu.
Avec cette extension, l'EFF veut contraindre les sites à respecter l'entête HTTP Do Not Track. Lorsqu'un site s'y engage conformément à la spécification, alors celui-ci n'est plus bloqué par Privacy Badger, laissant la décision de blocage à l'utilisateur via l'option Do Not Track du navigateur.

## Fonctionnement
Privacy Badger ne fonctionne pas à partir d'une liste toute faite de sites à bloquer (liste noire) mais utilise un algorithme pour détecter dynamiquement des comportements de pistage par des sites tiers. Cette approche heuristique présente deux avantages : actualité (par la technique de l'apprentissage automatique, la contre-mesure est toujours à jour), impartialité (pas de pressions tierces concernant le contenu d'une liste centralisée préétablie).
Lors de la visite d’un site, le navigateur web charge automatiquement des contenus de différents sites tiers : Privacy Badger recense ces sites. Puis, si au cours des pérégrinations en ligne ultérieures, les mêmes sites semblent pister la navigation sans autorisation, alors Privacy Badger entre en action en demandant au navigateur de les bloquer. Et comme le navigateur ne charge plus rien en provenance de ces sites, ils ne peuvent plus pister l’internaute.